# USS Dictator (1863)
«Диктатор» (англ.  USS Dictator) — первый большой «океанский» монитор, созданный для ВМФ США по проекту Джона Эрикссона. 
Проектировался как быстроходный низкобортный корабль для океанской службы, способный осуществлять дальние переходы. Вступил в строй в 1865 году, служил с перерывами до 1877 года. Списан, разобран на лом в 1883 году.

## История
После битвы на Хэмптонском рейде в марте 1862 года, военно-морской департамент США преисполнился оптимизма в отношении мониторов, заказав большое количество кораблей такого класса. Хотя исход боя был неопределённым, сам факт того что небольшой башенный USS Monitor смог противостоять гораздо большему казематному броненосцу CSS Virginia трактовался как демонстрация значительного потенциала низкобортных башенных кораблей.
Первые серийные мониторы, типа «Пассаик» и типа «Каноникус», были достаточно хороши для действий в прибрежных водах, но подвергались значительному риску во время переходов в открытом море из-за малых размеров, плоского дна и недостаточной мореходности. Чтобы решить эту проблему, флот заложил в 1862—1863 несколько серий более крупных мониторов, которые могли бы совершать переходы в открытом море и даже в океане. Тот факт, что такие корабли — хотя и, безусловно, способные двигаться в открытом море — были не способны сражаться в открытом море из-за низко расположенных орудий, захлестываемых волнами, был ещё не очевиден.
В апреле 1862 года, Джон Эрикссон подготовил чертежи очень крупного, 4000-тонного монитора, с более обтекаемыми очертаниями корпуса и мощной силовой установкой, предназначенного для службы в открытом море. Первоначально, флот собирался назвать этот корабль USS «Protector» (с англ. — «Защитник»), но по личному настоянию Эрикссона название было изменено на более «агрессивное».

## Конструкция
Монитор «Диктатор» был крупным для своего времени кораблём, водоизмещением более 4500 тонн. Его корпус, с целью экономии времени и ресурсов, был построен из дерева и обшит железной бронёй. Пропорции корпуса были специально выбраны исходя из соображений достижения высокой скорости; монитор был узким и длинным, длиной более 95 метров при ширине 15 метров и осадке 6,25 метров. Как и у всех мониторов Эрикссона, борт его в верхней части образовывал выступ, служивший для защиты от таранных ударов.
Корпус его сохранял черты, характерные для всех мониторов американской постройки; очень низкий надводный борт, полностью защищённый бронёй, гладкая палуба, лишённая надстроек. Над палубой в центре корпуса выступала единственная броневая башня, сверху увенчанная командной рубкой, сразу за ней — дымовая труба, и на корме труба вентилятора. Позади от башни, около дымовой трубы была оборудована на опорах лёгкая открытая палуба, предназначенная для улучшения условий обитаемости экипажа в открытом море. Под навесной палубой размещались шлюпки.

### Вооружение
Основное и единственное вооружение «Диктатора» составляли два огромных 380-мм дульнозарядных гладкоствольных орудия Дальгрена. Эти огромные пушки весили более двадцати тонн каждая, и стреляли сферическими ядрами из кованого железа или бомбами весом в 200 килограмм на дистанцию до 2 километров. Они были самыми мощными морскими орудиями того времени, и самыми мощными, применявшимися в Гражданской Войне в США.
Обе пушки размещались в одной вращающейся башне, приводимой в движение паром. После выстрела, орудия откатывались внутрь башни по рельсовым направляющим, орудийные порты задвигались заслонками, и каждое орудие перезаряжалось с помощью системы подвесных приспособлений. Скорострельность орудий была весьма низкой, составляя не более 1 выстрела в 5-10 минут.
Из-за гладкого ствола и сферического снаряда, орудия обладали меньшей бронебойностью, чем можно было бы ожидать от орудий такого калибра; их ядра скорее дробили и разрушали броневые плиты, чем пробивали. Против бронированных кораблей они были эффективны только на небольшой дистанции. По опыту сражений Гражданской Войны, орудия такого типа могли с дистанции в четверть мили пробить наклонную 100-мм железную броню из двух слоёв плит, на 250-мм деревянной подкладке (CSS Atlanta) и могли раздробить (не пробив насквозь) наклонную 150-мм железную броню на 350-мм подкладке (CSS Tennessee). Однако, к началу 1870-х эти мощные гладкоствольные орудия устарели на фоне прогресса в нарезной артиллерии..

### Бронирование
Весь надводный борт монитора был защищён шестью прокатанными железными плитами, толщиной 1 дюйм (25 мм) каждая. Общая толщина брони достигала 150 мм, но её реальная сопротивляемость снарядам была примерно на треть ниже. Ниже ватерлинии, пояс последовательно утоньшался до трёх слоёв брони. Броневой пояс крепился не непосредственно к борту, но к толстой деревянной подкладке, выступавшей за пределы обшивки.
Броневая башня имела более оригинальную защиту: нижний слой состоял из четырёх 25 мм прокатанных железных плит, средний слой - из сплошных 114 мм кованых плит, и наружный слой - снова из шести 25 мм прокатанных железных плит. Общая толщина бронирования достигала 380 миллиметров; хотя её реальная сопротивляемость была ниже (из-за применения слоистой брони), наличие сплошных 144 мм плит делало броневую башню "Диктатора" гораздо более устойчивой к обстрелу, чем обычные башни мониторов.. Палуба корабля была защищена 38-мм плитами, а установленная на крыше башни неподвижная (удерживаемая неподвижно центральным штырём башни) боевая рубка - двенадцатью слоями 25 мм катаных железных плит.
В целом, защита монитора (вкупе с его низким силуэтом) была вполне адекватной, и полностью соответствовала требованиям защиты от пушек 1860-х, но уже к середине 1870-х не представляла достаточной защиты против новых нарезных орудий.

### Силовая установка
Монитор приводился в движение двухцилиндровой горизонтальной паровой машиной с качающимися рычагами, конструкции Эрикссона, работавшей на единственный винт. Шесть котлов Мартина давали достаточно пару для развития 3500 л.с. Эрикссон рассчитывал получить скорость в 14 узлов, но на практике машина работала хуже чем предполагалось, и скорость корабля не превышала 11 узлов. В целом, силовая установка «Диктатора» была постоянным источником проблем; машина была ненадёжна, крепления вала винта подвергались слишком большой перегрузке.
Запаса угля, предполагавшийся достаточным для двух суток полного хода, на практике оказался вдвое ниже расчётного (Эрикссон уверял, что главной причиной тому было требование адмиралтейства установить более тяжёлые котлы, чем предусматривались в изначальном проекте). В исходном проекте предусматривалась также установка мачты с лёгким парусным вооружением, но в ходе постройки было сочтено невозможным управлять кораблём таких размеров с помощью единственной мачты.

## Служба
Вступив в состав флота в декабре 1864, «Диктатор» опоздал к крупным сражениям. Он был присоединён к Североатлантическому Блокадному Эскадрону, обеспечивавшему блокаду конфедеративных портов Вирджинии и Северной Каролины. Базируясь на Хэмптон-Роад, броненосец не сделал ни единого выстрела за все время кампании. Планировалось задействовать его в амфибийной операции против форта Фишер в декабре 1864 - январе 1865, но ввиду поломки машины корабль не смог принять участие в сражении.
Выведенный в резерв в сентябре 1865, корабль был вновь укомплектован в 1869, и служил в составе Атлантического Эскадрона до 1871 года, когда он был снова выведен в резерв. Он был спешно укомплектован вновь в 1874 году, в связи с конфликтом между США и Испанией из-за парохода «Вирджиниус»; провозивший оружие кубинским повстанцам пароход под американским флагом был захвачен испанскими властями, и его команда казнена по обвинению в пиратстве. Монитор был укомплектован для возможных военных действий против Испании (хотя к этому времени его конструкция и вооружение уже основательно устарели), и прослужил до 1877 года, когда он был выведен из состава флота в последний раз.
В 1883 году, «Диктатор» был продан на лом.

## Оценка проекта
Океанский монитор «Диктатор» был одним из первых в длинном списке неудачных попыток создать мореходный низкобортный броненосец. Преимущества низкого борта — меньшая защищаемая бронёй площадь, что позволяло установить более мощное бронирование; малый силуэт, что затрудняло ведение огня по кораблю неприятелем; низкое расположение орудий, что делало корабль устойчивой орудийной платформой — побуждали кораблестроителей раз за разом пытаться совместить его с значительной автономностью и высокой скоростью хода.
«Диктатор» наглядно продемонстрировал невозможность подобного совмещения. Обладая мощным бронированием, мощным (по меркам времени) вооружением, и более-менее удовлетворительной мореходностью, он был медлителен и не способен к ведению боя в свежую погоду. Будучи отлично приспособленным к ведению боя в спокойных прибрежных или внутренних водах, океанский монитор был совершенно беспомощен в открытом море; при любом волнении, волны захлестывали орудийную башню «Диктатора». Открытие для стрельбы орудийных портов в открытом море могло угрожать гибелью корабля от захлестывания воды внутрь башни. Кроме того, монитор оказался перегружен и почти не имел запаса плавучести.
Тем не менее, это был сильнейший американский корабль в течение долгих десятилетий, и в 1860-х «Диктатор» представлял (в спокойную погоду) серьёзную угрозу для любого океанского броненосца. Однако, к 1870-м его гладкоствольная артиллерия устарела, и — так как никакое перевооружение не было проведено — уже не представляла значимой ценности.